# باتريك تام
باتريك تام (بالصينية: 譚耀文) هو مغني وممثل صيني، ولد في 19 مارس 1969 بهونغ كونغ في الصين.

## وصلات خارجية
- باتريك تام على موقع IMDb (الإنجليزية)
- باتريك تام على موقع ميوزك برينز (الإنجليزية)
- باتريك تام على موقع قاعدة بيانات الفيلم (الإنجليزية)